# Idioctis xmas
Idioctis xmas is een spinnensoort uit de familie Barychelidae. De soort komt voor in Christmaseiland.